# Mexikos deputeradekammare
Mexikos deputeradekammare (spanska Cámera de Diputados) är underhuset till Mexikos parlament som tillsammans med överhus heter kongress (spanska Congreso de la Unión). Enligt grundlagen ska det vara 500 ledamöter som väljs med parallell valsystem: 300 med relativ majoritet och 200 med proportionell system (sk. largest remainder method).
Parlamentsval hölls varje tre år. De senaste val hölls 1 juli 2018 då MORENA blev det största partiet.

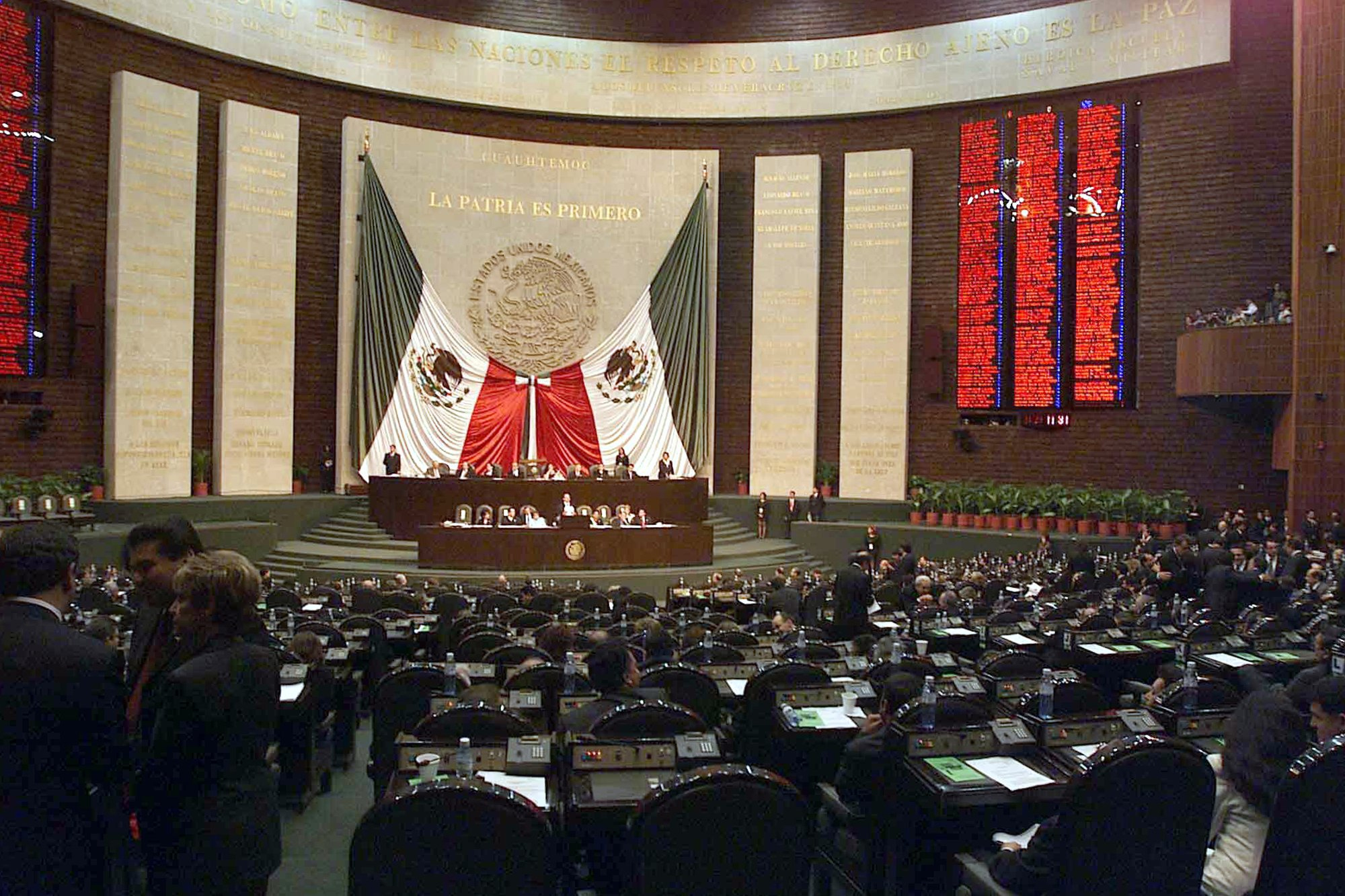
Mexikos deputeradekammarens plenisal år 2006.